# Наратху (цар Піньї)
Наратху (*бірм. မောပါ နရသူာ; 1333 — 1364) — 6-й володар царства Пінья у 1359—1364 роках. Відомий як Мау-Па Мін («Володар, якого привезли до країни Мо»).

## Життєпис
Походив з шанської М'їнсаїнської династії. Третій син Чавсви I і Атули Сандадеві (доньки паганського царя Сохніта). Народився 1333 року в Пінле. Тут здобув освіту та виховання. Перебрався до Піньї у 1344 році, коли батько здобув повну владу в державі. 1350 року, коли його брат Чавсва II став новим царем був призначений спадкоємцем трону.
1359 року спадкував владу. В цей час відбувалося вторгнення на північ військ шанської держави Маунг Мо та повстання васала Таунгу на півдні. Складна ситуація спричинило те, що церемонія сходження на трон відбулася 7 червня 1360 року. Одним із перших його дій був розрив союзу з Сікайном, який був головним ворогом шанів та не міг надати допомоги Піньї. Також фактично визнав Тхейнгабу фактично незалежним правителем Таунгу. Невдовзі відпала васальна держав П'ї.
Але така політика не принесла успіху, оскільки у 1362 році шани знову вдерлися в межі Піньї, а війська таунгу продовжили напади на долину Чаусхе. У відчаї Наратху 1363 року уклав союз з Сі Кефа, правителя Маунг Мау, погодившись про спільні дії проти сікайну. При цьому Наратху погодився на значно меншу частку здобичі.
Наратху не зміг зібрати необхідне військо, оскільки багато людей почали тікати на південь. Тому 1364 року, коли Сі Кефа напав на Сікайн правитель Піньї не підтримав нового союзника. Незважаючи на це шани взяли в облогу столицю Сікайну. Лише тоді Наратху приєднався, здійснюючи блокаду на річці Іраваді. У квітні 1364 року шани захопили Сікайн, внаслідок чого правляча династія та багато знаті втекли до Піньї, чому сприяв Наратху. Це викликало невдоволення Сі Кефа, що виступив проти Піньї. Наратху швидко зазнав поразки, потрапивши у полон разом з родиною у травні того ж року. Його разом з 3 білими слонами було відправлено до Маунг Мау. Ймовірно там був невдовзі страчений. Частина знаті оголосила старшого брата Узану новим правителем Півньї.